# Stadion Miejski Jaskółcze Gniazdo w Tarnowie
Stadion Miejski Jaskółcze Gniazdo w Tarnowie – stadion piłkarsko-żużlowy znajdujący się w Tarnowie przy ul. Zbylitowskiej 3. Swoje mecze rozgrywa na nim piłkarska drużyna – Unia Tarnów. Jest to również domowy obiekt, występujących obecnie w 2. Lidze, żużlowców spod znaku Jaskółki. 30 grudnia 2004 r. obiekt został przemianowany na Stadion Miejski. W 2011 roku, dzięki apelom społeczeństwa tarnowskiego, do nazwy dodano człon „Jaskółcze Gniazdo”.
Pojemność stadionu to 14 790 miejsc podzielonych w następujący sposób:
- trybuna główna: 3200 miejsc
- loża VIP-ów: 90 miejsc
- pierwszy łuk (wiraż od strony stacji PKP): 5500 miejsc
- drugi łuk (wiraż od strony parku): 3500 miejsc
- sektor gości na drugim łuku: 500 miejsc
- prosta naprzeciwko startu: 2000 miejsc

Oświetlenie: uruchomione po raz pierwszy w 1972 r., zmodernizowane w 2005 r. Natężenie: ok. 900 luxów (2000 W).
Wymiary boiska: 104 × 68 metrów
W grudniu 2024 roku stadion uzyskał 5 milionów złotych dofinansowania na remont od Sejmiku Województwa Małopolskiego. W 2025 roku miały miejsce prace polegające na wymianie i odwodnieniu nawierzchni, zamontowano bandy i zmodernizowano oświetlenie stadionu. W wyniku zwycięstwa w budżecie obywatelskim miasta z 2024 roku zamontowano nowe nagłośnienie oraz mobilny telebim. Również Rada Miejska w Tarnowie w trakcie prac zdecydowała się na przyznanie dodatkowych 2 milionów złotych na remont z budżetu miasta. To wszystko było konieczne, by żużlowa Unia Tarnów dostała licencję do startu w Metalkas 2. Esktralidze na sezon 2025. W planach są kolejne etapy modernizacji obiektu.

## Zdjęcia

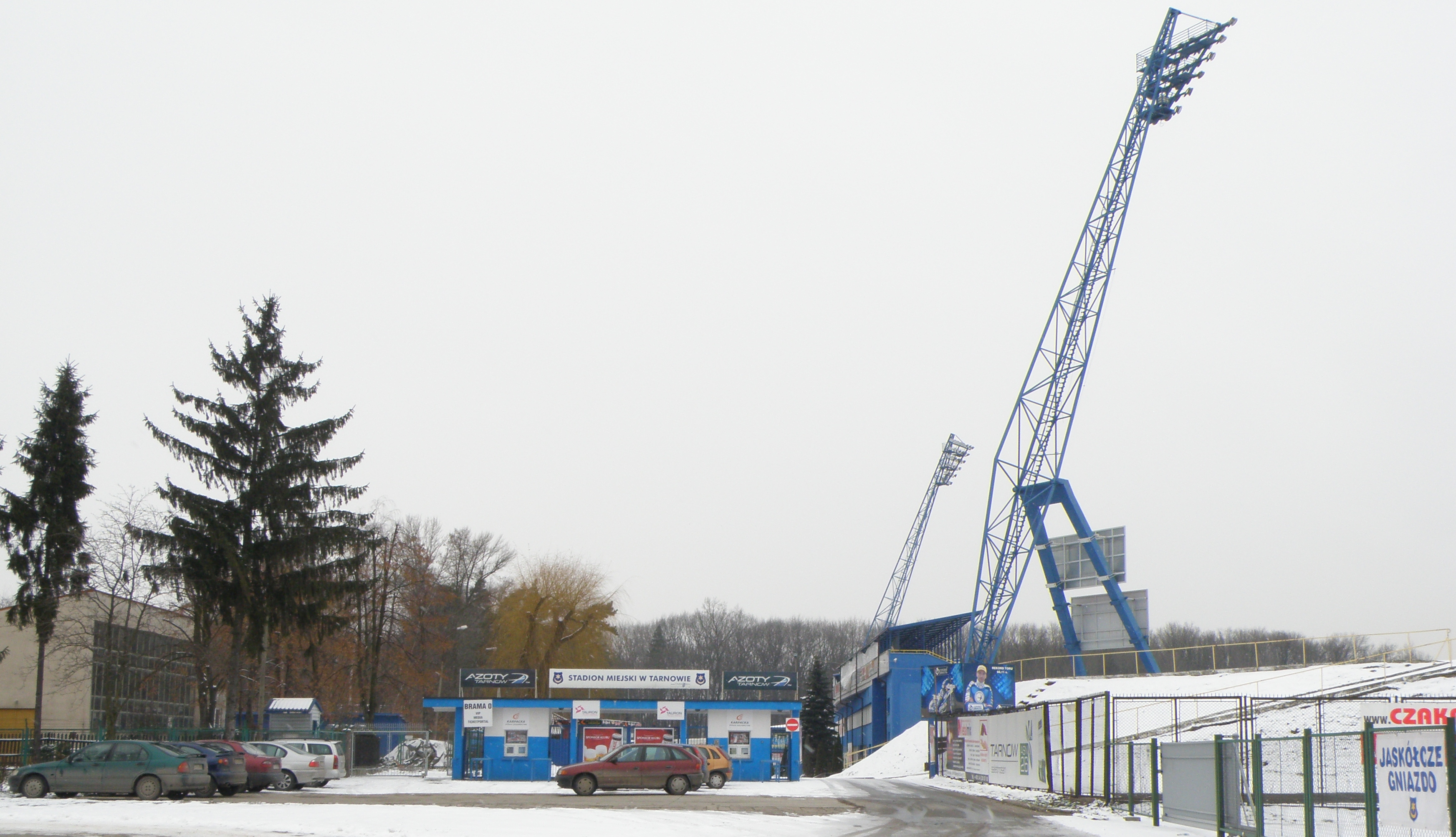
Wejście od strony południowej
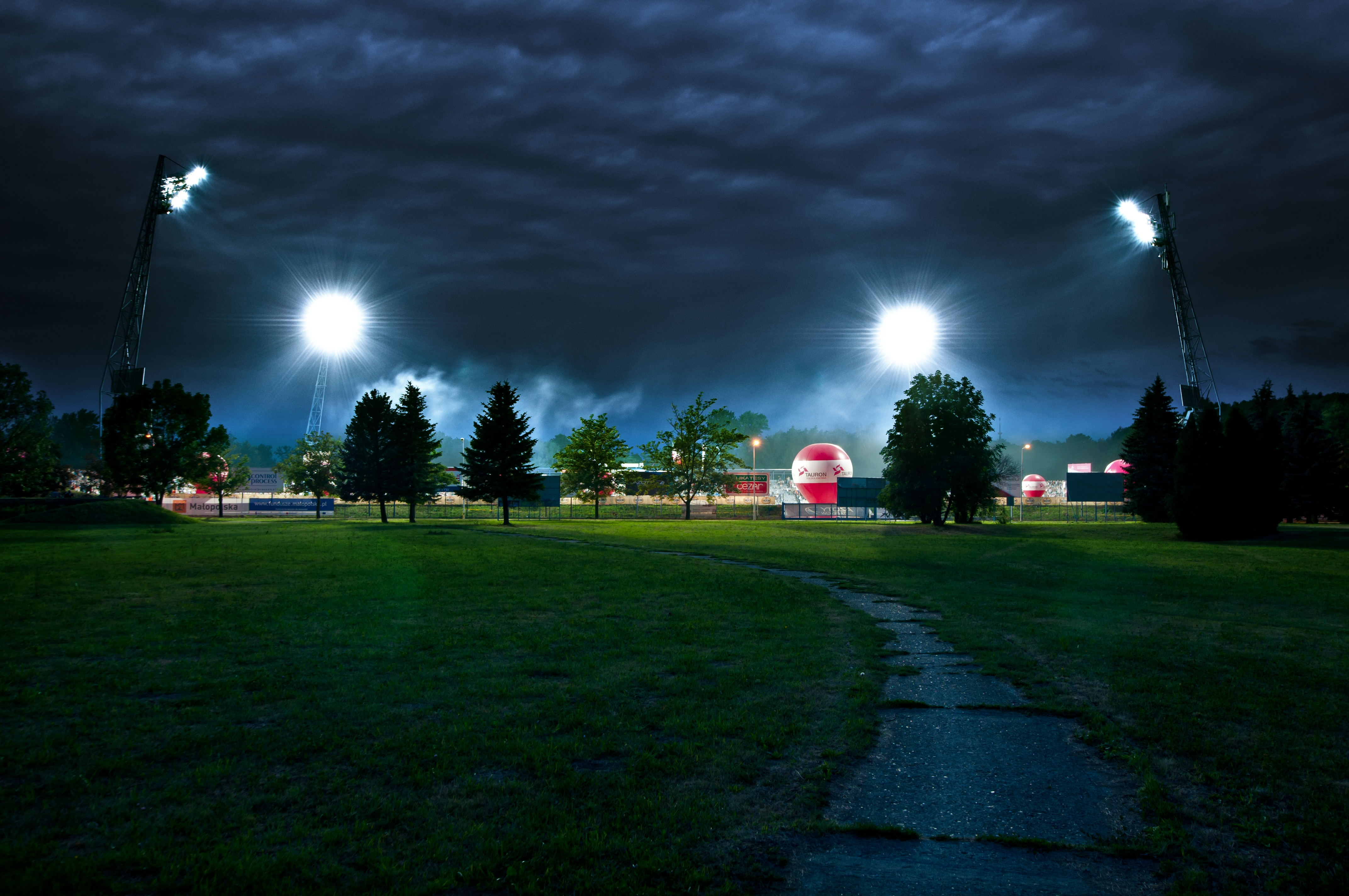
Oświetlony Stadion Miejski w Tarnowie-Mościcach